# Batteria ricaricabile

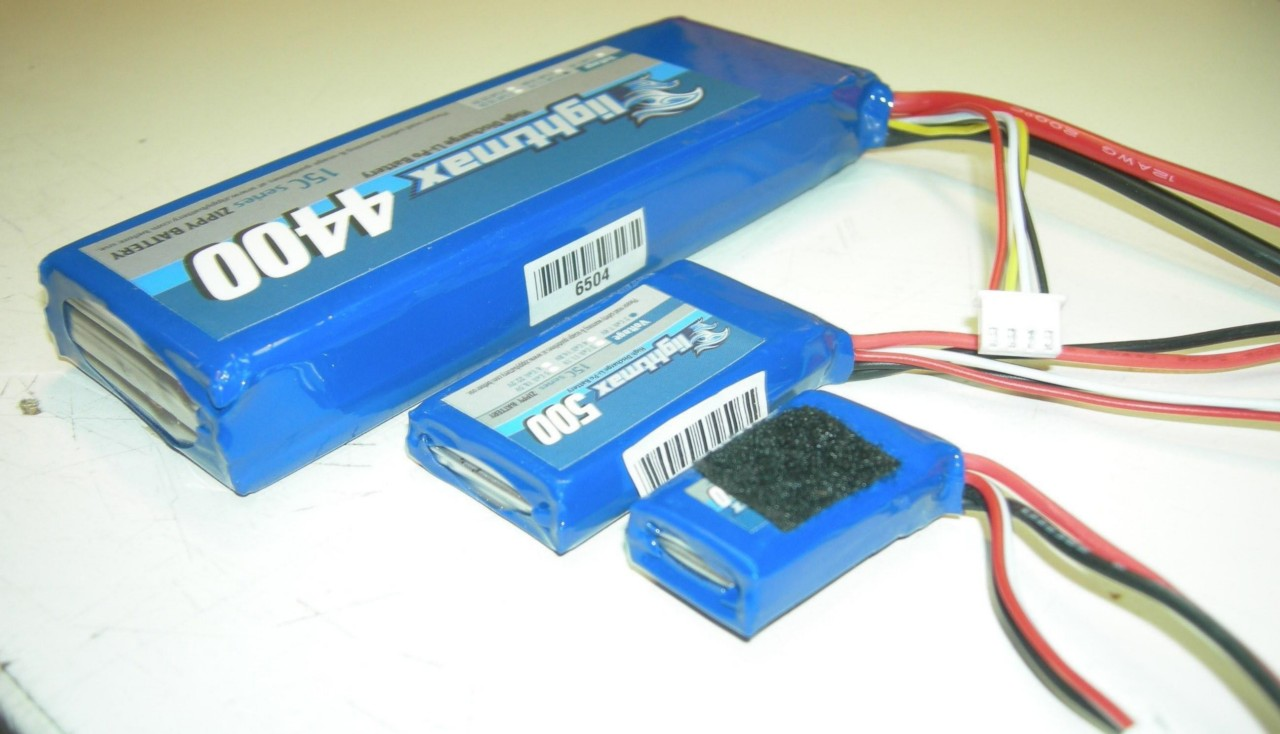
Accumulatori Li-Po di diverse capacità

Una batteria ricaricabile (detta anche cella secondaria o accumulatore) è un dispositivo elettrochimico che, a differenza di una batteria primaria (pila) usa e getta, può essere caricata e scaricata molte volte. Il termine "accumulatore" viene utilizzato in quanto il dispositivo accumula e immagazzina energia attraverso una reazione elettrochimica reversibile.
Le batterie ricaricabili sono prodotte in molte forme e dimensioni, dalle piccole celle a bottone ai grossi sistemi collegati per stabilizzare una rete di distribuzione elettrica e capaci di erogare diversi megawatt. Per gli elettrodi ed elettroliti vengono utilizzate diverse combinazioni di materiali, tra cui piombo-acido, zinco-aria, nichel-cadmio (NiCd), nichel-metallo idruro (NiMH), ioni di litio (Li-ion), litio ferro fosfato (LiFePO4) e polimero agli ioni di litio (Li-ion polymer).

## Descrizione generale
Nelle batterie ricaricabili la carica può essere completamente ristabilita mediante l'applicazione di un'adeguata energia elettrica. Le caratteristiche fondamentali di queste batterie sono la tensione elettrica ai morsetti (espressa in volt) e la capacità elettrica (espressa in ampere-ora).
Quando una batteria fornisce energia elettrica ad un circuito esterno come torce elettriche, smartphone o veicoli elettrici (processo di scarica), il terminale positivo è chiamato catodo ed il terminale negativo è chiamato anodo; quest'ultimo terminale fornisce elettroni al circuito esterno generando ioni. Simultaneamente questi ioni di carica positiva si distaccano dall'anodo e si spostano all'interno della batteria attraverso l'elettrolita per raggiungere il catodo, dove completano la reazione chimica, generalmente acquisendo nuovamente elettroni dal circuito esterno. Il processo di carica delle batterie secondarie avviene in senso opposto. In particolare, durante la carica, i suddetti ioni nel catodo perdono elettroni che vengono quindi trasportati attraverso circuito esterno. Nella carica gli ioni si trasferiscono all'interno della batteria dal catodo all'anodo, dove infine si neutralizzano acquisendo elettroni dal circuito esterno. Il funzionamento delle batterie è stato paragonato a quello di una "sedia a dondolo" dove gli ioni si spostano da un elettrodo all'altro a seconda se il processo è di scarica o di carica.
Alcuni tipi di batterie ricaricabili sono suscettibili di danni dovuti a una scarica completa (Pb, Li-ion) mentre altre devono essere ciclicamente scaricate onde evitare un rapido degrado delle prestazioni (effetto memoria in inglese lazy battery, isteresi). Tentare di ricaricare batterie non-ricaricabili (primarie) può provocare un pericoloso surriscaldamento dell'elettrolita fino a provocarne la fuoriuscita o l'esplosione.

## Denominazione
L'utilizzo comune e spesso improprio dei termini celle, pile, batterie, accumulatori e sistemi di accumulo può essere oggetto di ambiguità; segue una lista in cui si chiarisce il significato dei termini.
Cella
Sono propriamente "celle" i singoli elementi, in origine solo galvanici, quindi elettrochimici, in grado di erogare energia elettrica; distinguendoli tra celle secondarie (ricaricabili) e celle primarie (non ricaricabili). Il termine "cella" a volte viene esteso anche ad altri dispositivi elettrochimici in grado di erogare energia elettrica, come per esempio le celle a combustibile.
Pila
Al collegamento in serie di più celle sovrapposte è stato attribuito il termine "pila", dall'originaria pila di Volta; in genere non viene usato per definire una batteria ricaricabile ma solo per i dispostivi usa e getta (vedi pila).
Batteria
Ad altre combinazioni di più celle è stato attribuito il termine più comune di "batteria", che oltre ad essere utilizzato indifferentemente come il termine "pila" nei piccoli formati non ricaricabili, può denotare anche singoli elementi e venire attribuito anche ad accumulatori non elettrochimici.
Accumulatore/sistema di accumulo elettrico
Il termine "accumulatore" si applica solo all'accumulo ricaricabile, quelle comunemente chiamate batterie ricaricabili sono specificatamente accumulatori elettrici o più precisamente elettrochimici. Quando l'accumulatore elettrico è di grandi dimensioni, non trasportabile o complesso, specialmente riferendosi alle grandi reti elettriche e all'immagazzinamento di energia, si tende ad utilizzare l'espressione "sistema di accumulo elettrico".

## Tipi
Esistono vari tipi di batterie ricaricabili, con diverse capacità elettriche, differenti composizioni chimiche, forma e dimensioni, tra cui:
- Batteria piombo-acido: comunemente usata negli autoveicoli, nei sistemi d'allarme e anti-black out. Di solito impiegata come "A" o batteria "umida" in apparecchiature radio a valvola. Il maggior vantaggio di quella chimica è il suo basso costo: una batteria grande (es. 70 Ah) è relativamente economica, se confrontata alle altre chimiche. Comunque, questa batteria chimica ha meno densità d'energia delle altre batterie chimiche conosciute oggi (vedi sotto).
  - Batteria al piombo-AGM
  - Batteria al piombo-Gel
- Batteria agli ioni di litio (Li-Ion): pila chimica relativamente moderna che offre una densità di carica molto alta (una piccola batteria Li-ion conta molta energia elettrochimica) e che non soffre di effetto memoria. Sono largamente utilizzate in sistemi laptop, macchine fotografiche digitali, alcuni lettori mp3 e la maggior parte dei dispositivi digitali portatili.
  - Batteria agli ioni di litio-polimero (Li-Po): presenta proprietà simili alla pila Li-ione, ma una densità di carica leggermente inferiore. La differenza è che usa polimeri come elettrolita che in teoria dovrebbe garantire una maggiore sicurezza nel caso in cui la batteria dovesse essere esposta ad aria o acqua. Può essere facilmente adattata alle caratteristiche di oggetti particolari, come le batterie ultra sottili (1 mm di spessore) degli ultimi PDA. Se costruita appositamente è capace di erogare molta più energia delle batterie Li-ione, ed è quindi usata spesso negli aeromodelli elettrici.
  - Batteria al litio-zolfo (Li-S): il catodo di questa batteria è generalmente composto da zolfo misto ad un materiale elettronicamente conduttivo (ad esempio carbone) e l'anodo è composto da litio metallico. Se nelle batterie al litio tradizionali, gli ioni di litio si spostano da un elettrodo all'altro, in questa batteria il litio reagisce con lo zolfo in una reazione chimica a multi stadi emettendo un'alta quantità di energia elettrica. Il vantaggio di questo tipo di batterie è che in teoria sono leggere (in quanto lo zolfo è molto più leggero dei materiali pesanti normalmente utilizzati nelle tradizionali batterie al litio) e la quantità di energia elettrica che idealmente potrebbe emettere è molto alta.
  - Batteria al litio-ferro-fosfato (LiFePO4): il catodo di questa batteria è generalmente composto da litio-ferro-fosfato.
  - Batteria litio-titanato (LTO): hanno il vantaggio di una ricarica rapida
  - Batteria al litio-ossido di cobalto (LiCo2O4): utilizza il litio-ossido di cobalto come materiale catodico
  - Batteria al litio-ossido di manganese (LiMn2O4): utilizza il litio-ossido di manganese come materiale catodico
  - Batteria al litio-aria: il catodo di questa batteria è generalmente composto da ossigeno (che può essere prelevato dall'aria) e l'anodo è composto da litio metallico. Se nelle batterie al litio tradizionali, gli ioni di litio si spostano da un elettrodo all'altro, in questa batteria il litio reagisce con l'aria in una reazione chimica emettendo un'alta quantità di energia elettrica. Il vantaggio di questo tipo di batterie è che in teoria sono leggere (in quanto il catodo è semplicemente costituito dall'aria e quindi la mancanza di questo componente rende il peso della batteria più leggero rispetto alle batterie tradizionali al litio) e la quantità di energia elettrica che idealmente potrebbe essere la più alta tra tutte le tecnologie di batterie. In particolare la densità di energia delle batterie al litio aria è comparabile a quella della benzina, quindi a parità di volume l'energia erogata da un autoveicolo elettrico è simile a quella di un autoveicolo a combustione.
- Batteria al nichel (Ni)
  - Batterie nichel-cadmio (Ni-Cd): impiegate in molte applicazioni domestiche, stanno oggi scomparendo in quanto surclassate dalle pile Li-ion e NiMH. Con questa pila si può ottenere un alto numero di cicli di ricarica (oltre 1500) ma a discapito della densità di carica, rispetto alle più attuali batterie. Le celle al Ni-Cd che utilizzano tecnologia antiquata risentono di "effetto memoria", anche se in quelle più moderne questo effetto è stato notevolmente ridotto. Inoltre il cadmio è un metallo pesante e tossico.
  - Batteria nichel-metallo idruro (NiMH): derivanti dalle Ni-Cd in cui, al posto del cadmio ci sono leghe metalliche
  - Batteria nichel-metallo idruro (NiMH) a bassa autoscarica
  - Batteria nichel-zinco (Ni-Zn)
  - Batterie nichel-ferro (Ni-Fe)
- Altre batterie:
  - Batteria alcalina
  - Batteria zinco-aria
  - Batteria sodio-zolfo
  - Batteria sodio-metallo cloruro
  - Batteria a sale fuso
  - Batteria argento-zinco: fu il dispositivo a più alta densità di energia (precedentemente allo sviluppo delle tecnologie al litio) e il suo utilizzo primario riguardò l'ambito aeronautico. L'aumento mondiale dei prezzi dell'argento rese l'utilizzo di questa batteria non più conveniente. Fu utilizzata per le ultime missioni lunari Apollo. Attualmente la si usa ancora sui sottomarini diesel-elettrici, quali il tipo U-212.

Il primo accumulatore fu quello acido al piombo, inventato nel 1859. Tuttavia fino all'invenzione della dinamo (1869) esso fu piuttosto inutile come accumulatore dato che l'unico modo per ricaricarlo sarebbe stato tramite altre pile; veniva usato solo come fonte di elettricità (perlopiù per il telegrafo), tramite sua creazione fisica (lastre di piombo immerse in acido solforico) e smaltimento del solfato di piombo una volta esaurita la carica.

## Batterie ricaricabili di uso comune
Nella vita di tutti i giorni utilizziamo solo alcuni tipi di batterie ricaricabili, generalmente nei formati standard AAA, AA, C, D. I notebook, i telefoni cellulari, i lettori musicali ecc. utilizzano più spesso batterie in formati non standard e tecnologicamente più evolute. Tutte le automobili con motore a combustione interna ospitano una grossa batteria ricaricabile al piombo-acido, utilizzata principalmente per l'avviamento del motore e occasionalmente per l'alimentazione dell'impianto elettrico a motore spento; questa batteria viene ricaricata, tramite un alternatore (azionato dal motore) collegato ad un gruppo raddrizzatore-regolatore di tensione, a 14,4 V (12 V nominali).
Le macro-categorie principali sono le seguenti:
- Batteria al Piombo: comprendono le AGM, GEL
- Batteria al Nichel: comprendono Ni-Cd, NiMH
- Batteria al Litio: comprendono Li-Ion, Li-Po, LiFePO4, Li-S, Li-Mn2-O4

### Batteria piombo-acido
La batteria piombo-acido è il costituente fondamentale dei comuni accumulatori per auto. La differenza di potenziale (∆E) a circuito aperto e a piena carica ai poli di una singola cella piombo-acido è di 2,12 V; gli accumulatori per automobili sono costituiti da sei celle piombo-acido in serie, che generano una differenza di potenziale complessiva di 12,70 V. Tali valori scendono, poco dopo il funzionamento, a 2,0 V (singola cella) e 12 V (sei celle).
Nello stato di carica, ogni cella contiene un anodo di Piombo (Pb) e un catodo di diossido di piombo (PbO2) in una soluzione elettrolitica acquosa contenente acido solforico (H2SO4) a una concentrazione di 4,5 M. L'applicazione della legge di azione di massa di H2SO4, considerando le due costanti Ka1 e Ka2 dell'acido, porta a calcolare [SO42−] = 1 10−2 M.
All'anodo avviene la semireazione di ossidazione:
Pb → Pb2+ + 2e−
La presenza dello ione SO42− (1 10−2 M) fa precipitare lo ione Pb2+ che si sviluppa, essendo il solfato di piombo (PbSO4) un sale insolubile. Inoltre la presenza di un'alta concentrazione dello ione HSO4− (4,5 M) permette allo ione SO42− di rigenerarsi dopo la precipitazione, mantenendo una concentrazione molare costante di 1 10−2 M. Dal prodotto di solubilità (KPS) di PbSO4 (1,8 10−8) è possibile calcolare la concentrazione molare dello ione Pb2+ durante il funzionamento della batteria: [Pb2+] = 1,8 10−6 M.
L'applicazione dell'equazione di Nernst alla coppia redox dell'anodo (Pb2+/Pb) porta a determinare il suo potenziale di riduzione (E), equivalente a 1,70 V (E° = 1,455 V; E = 1,70 V).
Al catodo avviene la semi-reazione di riduzione:
PbO2 + 4H+ + 2e− → Pb2+ + 2H2O
Anche in questo caso la presenza dello ione SO42− fa precipitare lo ione Pb2+ che si sviluppa: [Pb2+] = 1,8 10−6 M. L'applicazione dell'equazione di Nernst alla coppia redox del catodo (PbO2/Pb2+) porta a determinare il suo potenziale di riduzione (E), equivalente a −0,30 V (E° = −0,13, E = −0,30 V).
La differenza di potenziale tra anodo e catodo (∆E) in queste condizioni è quindi di 2,0 V, corrispondente a 12 V considerando le sei celle in serie.
L'acido solforico, attraverso la formazione dello ione SO42− a una concentrazione alta e costante, permette ai potenziali di riduzione di catodo e anodo (E) di essere, rispettivamente, più alto di 0,26 V e più basso di 0,17 V e di assumere valori costanti durante il funzionamento della batteria. Di conseguenza ∆E risulta alto e costante (2,0 V).

#### Ricarica di accumulatori piombo-acido
In una prima fase, l'accumulatore viene caricato a una corrente costante pari a circa il 10% o meno della capacità della batteria. La carica continua fino a quando ogni cella raggiunge i 2,4V di potenziale.
La seconda fase di carica, è effettuata a tensione costante (14,4V per accumulatori a 6 celle), la carica termina quando la corrente assorbita scende a pochi mA (circa lo 0,2% della capacità dell'accumulatore).

### Batteria al nichel-cadmio

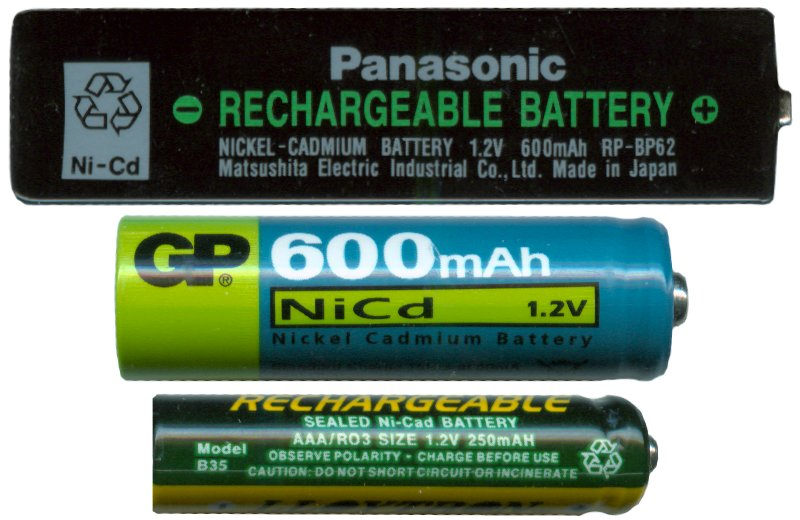
Tre modelli di accumulatori nichel-cadmio.

Utilizzata in molte applicazioni domestiche oggi è stata quasi completamente sostituita da accumulatori del tipo Li-Ion e NiMH. Questo tipo di batteria ha una vita molto lunga (oltre 1500 cicli di carica/scarica completi), ma una densità di energia inferiore e risente dell'effetto memoria. È inoltre altamente nociva per l'ambiente se non correttamente smaltita. L'energia specifica di questo tipo di batterie può raggiungere i 50 Wh/kg (riferiti alla scarica in 5 h) e la potenza fino a 200 W/kg.
- Reazione completa:[5]

2 NiO(OH) + Cd + 2 H2O → 2 Ni(OH)2 + Cd(OH)2
Questa tecnologia è stata vietata a decorrere dal 1º luglio 2006 in base alla direttiva europea 2002/95/CE del Parlamento Europeo e del Consiglio del 27 gennaio 2003 relativa alla limitazione all'utilizzo di alcune sostanze pericolose nelle attrezzature elettriche ed elettroniche.

### Batteria al nichel-metallo idruro

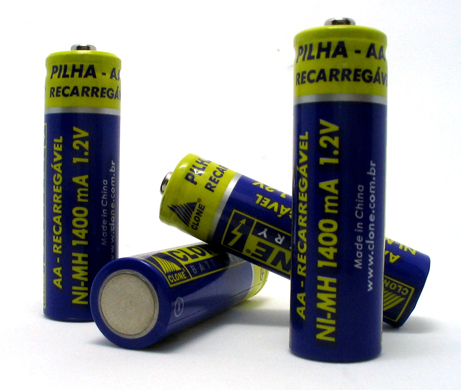
batterie ricaricabili tipo AA al nichel-metallo idruro (NI-MH)

Le batterie al nichel-metallo idruro (NiMH) stanno ormai sostituendo le vecchie batterie al nichel-cadmio (NiCd), più tossiche e meno efficienti. All'anodo abbiamo l'ossidazione dell'idrogeno assorbito su leghe metalliche di nichel, al catodo abbiamo la riduzione del nichel (III) e l'elettrolita è sempre una pasta basica di idrossido di potassio.
Le batterie NiMH sono un'evoluzione di quelle nichel-cadmio (NiCd) e rispetto a queste ultime presentano il vantaggio di avere una densità energetica (Wh/kg o Wh/dm3) del 30-40% in più, e di aver eliminato l'uso del cadmio, un metallo pesante pericoloso. Il processo elettrochimico di carica, al polo negativo costituito da una lega metallica generalmente di nichel e terre rare (per esempio il LaNi5). In particolare, le leghe metalliche impiegate sono in grado di immagazzinare e successivamente rilasciare una quantità d'idrogeno un migliaio di volte superiore al proprio volume.
L'elettrolita impiegato è una soluzione diluita di idrossido di potassio (KOH) cui sono aggiunti, in minor quantità, altri composti chimici per migliorare le prestazioni della batteria.
Il separatore tra anodo e catodo, che impedisce il contatto elettrico tra gli elettrodi, ma ne permette un efficiente scambio ionico, è costituito da un sottile film a base di nylon. La differenza di potenziale ai poli è di 1,2 V. La massima energia che può essere immagazzinata nelle comuni batterie misura AA è attualmente (nel 2006) di circa 13 kJ (3000 mA h per 1,2 V). Verso la fine del 2006 l'azienda giapponese Sanyo (poi acquisita da Panasonic) mise in commercio delle batterie nichel-metallo idruro con delle migliorie al catodo ed all'elettrolita, che permise di ottenere una autoscarica minore: grazie a successivi miglioramenti si è arrivati a tassi di autoscarica di solo 10% dopo 1 anno e del 30% dopo 5 anni. Questo tipo di accumulatore viene commercialmente denominato "Low-self-discharge (LSD)" da Panasonic (serie "Eneloop"), oppure "Ready to use" da altri produttori.
- Reazione chimica all'anodo (ossidazione)

MH + OH− → M + H2O + e−
- Reazione chimica al catodo (riduzione)

NiO(OH) + H2O + e− → Ni(OH)2 + OH−
- Reazione completa

MH + NiO(OH) → M + Ni(OH)2

### Batteria alcalina
Contrariamente a quanto si pensa, le batterie alcaline comunemente definite non ricaricabili possono essere parzialmente ricaricate purché il caricabatterie sia specificamente concepito per quest'impiego. Certamente, sopporteranno un numero di cicli completi limitato a qualche decina e a patto che si resti nelle condizioni di reversibilità della loro chimica, ovvero la tensione della cella non scenda al di sotto di 1,25 volt ma ricaricandole spesso si può arrivare a centinaia di cicli parziali. Tuttavia questa possibilità è molto trascurata dal grande pubblico, anche perché la maggior parte dei caricabatterie è adatta soltanto a ricaricare accumulatori Ni-Cd o Ni-MH.
Esistono alcuni tipi di batterie alcaline appositamente concepite per essere ricaricate e il loro grande vantaggio è dato principalmente dall'irrisoria autoscarica se paragonata a quella degli altri accumulatori e questo fa sì che trovino largo impiego in apparecchiature delicate o che debbano privarsi a lungo di manutenzione.
Cercare di ricaricare batterie alcaline non appositamente progettate per tale funzionamento è pericoloso vista la possibilità di surriscaldamento ed esplosione delle stesse.

### Batteria agli ioni di litio

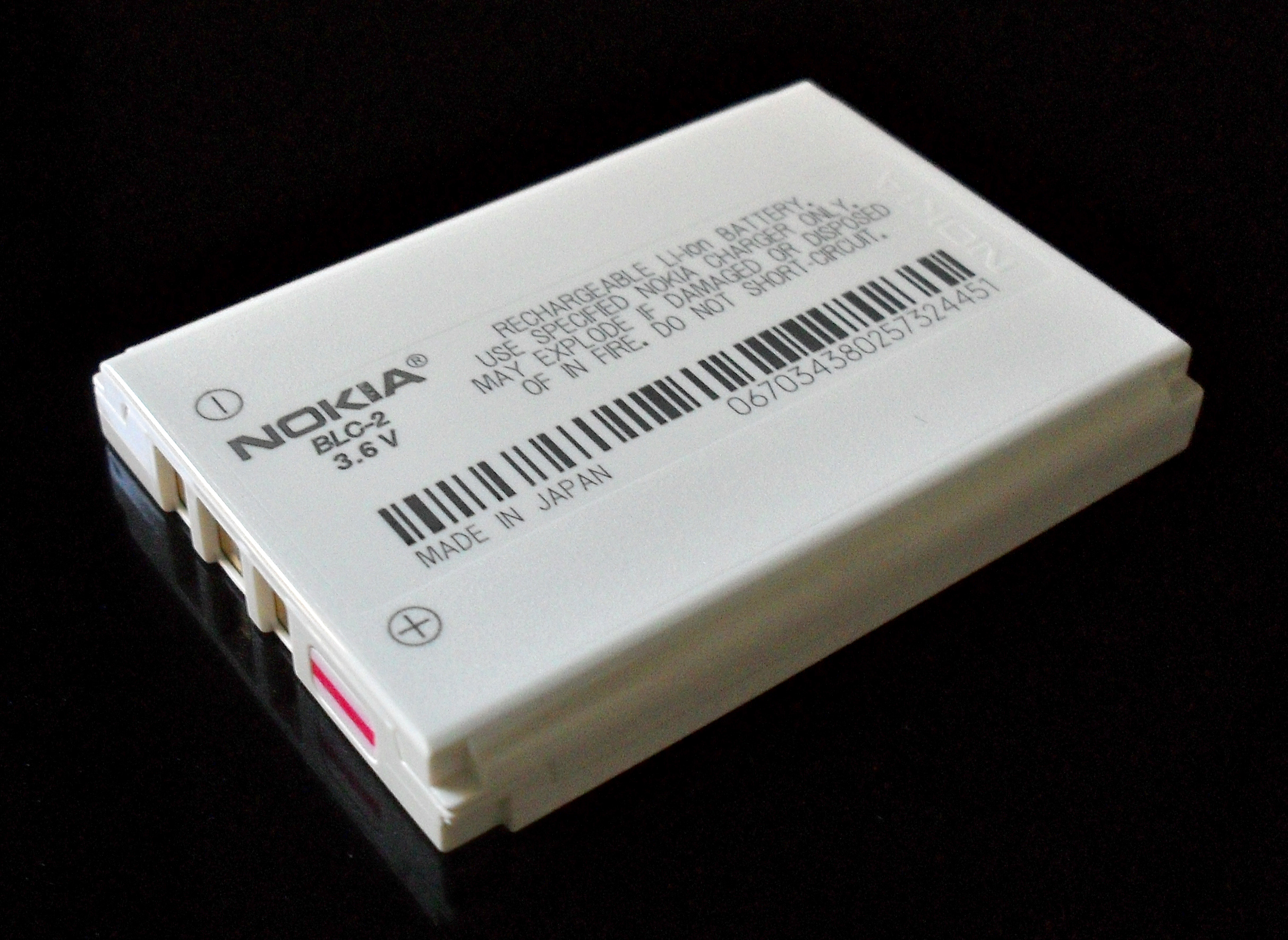
Un accumulatore agli ioni di litio

Gli accumulatori al litio, da non confondersi con le batterie al litio primarie (non ricaricabili) sono costituiti da un anodo in strati di grafite dove sono "immersi" atomi di litio, mentre il catodo è un sale di litio (solitamente LiMn2O4) e l'elettrolita è una soluzione di perclorato di litio LiClO4 in etilencarbonato C2H4CO3, un solvente organico.
Composizione batteria:
- anodo: strati di grafite dove sono immersi atomi di litio
- catodo: sale di litio
- elettrolita: soluzione di perclorato di litio  in un solvente organico

Gli accumulatori al litio hanno densità energetica, numero di cicli di carica-scarica e prestazioni complessive parecchio maggiori rispetto a quelle possedute dalle batterie commerciali precedentemente descritte, ma anche costi più elevati. Vengono usati nei laptop, nei moderni telefoni e praticamente in tutti i dispositivi portatili ad alta tecnologia e non risentono dell'effetto memoria.
Le batterie al litio possono essere riciclate praticamente all’infinito, conclusione a cui è giunto nel 2022 il gruppo di ricerca dell’iniziativa HVBatCycle.
Questa batteria utilizza soluzioni non acquose di solventi a elevata permittività elettrica come il carbonato di propilene, carbonato di etilene, dimetilsolfossido, ecc., nei quali vengono disciolti sali di litio (LiPF6, LiBF4, LiClO4 e LiAsF6) e successivamente aggiunti altri composti organici (tetraidrofurano, dietilcarbonato ecc.) per incrementare la conducibilità ionica delle soluzioni. All'anodo abbiamo degli atomi di litio “immersi” in strati di grafite, il catodo è un suo sale (solitamente LiMn2O4) e l'elettrolita è una soluzione di perclorato di litio (LiClO4) in etilencarbonato (C2H4CO3), un solvente organico.
La differenza di potenziale ai poli è di 3,7 V.
- Reazione chimica all'anodo (ossidazione)

Lix → x Li+ + x e−
- Reazione chimica al catodo (riduzione)

Li1−xMn2O4 + x Li+ + x e− → LiMn2O4
- Reazione completa

Lix + Li1−xMn2O4 → LiMn2O4

#### Accumulatore litio ione-polimero
La variante litio-polimero ha caratteristiche simili, la densità energetica delle batterie Li-Poly è maggiore di più del 20% rispetto a una Litio Ione classica ma un ciclo di vita leggermente inferiore. È costituita da materiali compositi litio-polimero conduttori, ottenuti inglobando soluzioni di sali di litio in opportune matrici polimeriche. Il suo grande vantaggio è dato dalla possibilità di creare batterie di qualsiasi forma e dimensione e, fatto non secondario, più sicure, in quanto l'elettrolita allo stato solido in caso di rottura accidentale delle batterie non fuoriuscirebbe, scongiurando così possibili danni al caricabatteria o all'apparecchio utilizzatore.
- Reazione chimica all'anodo (ossidazione)

Lix → x Li+ + x e−
- Reazione chimica al catodo (riduzione)

Li1-xMn2O4 + xLi+ + x e− → LiMn2O4
- Reazione completa

Lix + Li1−xMn2O4 → LiMn2O4

#### Accumulatore litio-ferro-fosfato
Gli accumulatori litio-ferro-fosfato (LiFePO4) furono scoperti da John Goodenough nel 1997.

### Tabella comparativa delle differenti tecnologie
| Tipo      | Densità di energia | Tensione di una cella | Durata di vita (cicli di carica) | Tempi di carica              | Auto scarica mensile | Tensione minima di ricarica (per cella) | Effetto memoria |
| --------- | ------------------ | --------------------- | -------------------------------- | ---------------------------- | -------------------- | --------------------------------------- | --------------- |
| Piombo    | 30-50 Wh/kg        | 2,4 V                 | 200-300                          | 8-16 h                       | 5%                   | 2,3 V                                   | ?               |
| Ni-Cd     | 48-80 Wh/kg        | 1,25 V                | 1500                             | 1 h                          | > 20%                | 1,25 V                                  | Si              |
| Ni-MH     | 60-120 Wh/kg       | 1,25 V                | 300-500                          | 2-4 h                        | > 30%                | 1,25 V                                  | parziale        |
| Ni-MH LSD | 60-120 Wh/kg       | 1,25 V                | 1800                             | 2-4 h                        | < 1%                 | 1,25 V                                  | parziale        |
| Alcalina  | 80-160 Wh/kg       | 1,5-1,65 V            | 100                              | 1-16 h (secondo la capacità) | < 0,3%               | a seconda della batteria                | ?               |
| Li-ion    | 110-160 Wh/kg      | 3,7 V                 | 500-1000                         | 2-4 h                        | 10%                  | 3,7 V                                   | No              |
| Li-Po     | 130-200 Wh/kg      | 3,7 V                 | 1000                             | 2-4 h                        | 10%                  | 3,7 V                                   | No              |

## Batterie ricaricabili speciali o sperimentali
Esistono tipi di batterie ricaricabili concepite e realizzate per impieghi particolari, quali l'autotrazione, lo stoccaggio energetico o l'impiego nell'industria navale o aerospaziale. Raramente tali batterie hanno usi domestici, e per la scarsa praticità o per l'alto costo rimangono confinate a usi speciali o industriali.

### Batteria Vanadio Redox
Questo tipo di batteria, ancora sperimentale, impiega le coppie redox del vanadio (V2+/V3+ al catodo e V4+/V5+ all'anodo), presenti nell'elettrolita in soluzione con acido solforico. Durante i cicli di carica/scarica vengono scambiati, tramite una membrana polimerica permeabile, gli ioni di idrogeno H+. La tensione delle celle è di 1,4-1,6 volt. Ha un'altissima efficienza, che in situazioni ottimali può raggiungere l'85%. La capacità di accumulo degli attuali impianti-pilota è di circa 30 Wh/kg; altri prototipi, ancora in fase di ricerca e sviluppo, hanno capacità di 50 Wh/kg.

### Batteria PSB (Poli-Solfuro Bromuro)
Questa batteria ricaricabile è composta da elettroliti in soluzione salina, il bromuro di sodio e il polisolfuro di sodio, separati da una membrana polimerica permeabile agli ioni + sodio. Ogni cella produce circa 1,5 V, funziona a temperatura ambiente ed ha un'efficienza netta del 75% circa. Sono in previsione installazioni sperimentali di 120 MWh.

### Batteria ZEBRA (Ni-NaCl)
ZEBRA, dall'acronimo inglese zero emission battery research activities, è un tipo di batteria costituito da celle funzionanti a caldo, racchiuse in un contenitore termico. Deve essere dotato di un sistema a microprocessore, il quale ne gestisce il corretto funzionamento. Ha una densità di energia molto elevata; il suo utilizzo è orientato principalmente all'immagazzinamento di energia o all'autotrazione.

### Batteria al nichel-zinco
Particolarmente adatta, per via del suo peso ridotto e per la grande potenza erogabile, all'uso su veicoli elettrici, quali scooter o piccole automobili.

### Batteria zinco-bromo (Zn-Br)
In questa batteria il flusso dei due elettroliti è separato da una membrana in poliolefina microporosa, mentre gli elettrodi sono formati da un composto carbonio-plastico.
Nel ciclo di scarica si forma bromuro di zinco, generando 1,8 V per cella mentre in fase di carica lo zinco metallico si deposita sull'elettrodo negativo e il bromo in soluzione si deposita sul lato opposto della membrana, reagendo con ammine organiche e ridepositandosi sul fondo. Ha un'efficienza del 75%.

### Batteria allo zolfo-sodio (Na-S)
In questa batteria troviamo zolfo liquido all'elettrodo positivo mentre in quello negativo sodio liquido, separati da un elettrolito di ceramica β−allumina allo stato solido, il quale permette unicamente agli ioni Na+ di passarvi attraverso, unendosi allo zolfo e formando polisolfuri di sodio.
fase di scarica 2Na + 4S = Na2S4
Questo processo è reversibile in quanto l'applicazione di energia elettrica libera gli ioni positivi del polisolfuro di sodio attraverso l'elettrolito per riformare sodio elementare. Ogni cella ha circa 2 V di tensione e nonostante funzioni a temperature dell'ordine dei 300 °C ha un'efficienza massima dell'89%.

### Batteria alluminio-aria
In via di sviluppo; potenzialmente ha venti volte la densità d'energia delle migliori batterie ricaricabili ma come batteria secondaria (ricaricabile) necessita di ulteriori sviluppi, in quanto non si è ancora riusciti a superare il rendimento del 50%, ben al di sotto del massimo teorico. Come batteria primaria (non ricaricabile) è interessantissima: eccezionale densità di energia, compatibilità ambientale e basso costo. Ideale e già utilizzata sperimentalmente per rispondere temporaneamente a picchi di consumo in reti elettriche.

### Batteria al ferro-nichel
Antenata della batteria al nichel-cadmio è oggi totalmente in disuso. Fu commercializzata da Thomas Edison all'inizio del secolo scorso ed ebbe un buon successo fino agli anni quaranta. Ha un bassissimo rendimento in fase di carica e tende a produrre idrogeno gassoso, assai infiammabile. Tra gli aspetti positivi c'è se non altro l'ottima eco-compatibilità. Utilizzate sui treni.

### Batteria alluminio-zolfo
La chimica dell'alluminio-zolfo (Al-S) è interessante per lo sviluppo di tecnologie di accumulo di energia elettrochimica di futura generazione. Nell'agosto 2022, i ricercatori del MIT hanno brevettato una batteria alluminio-zolfo che utilizza come elettrolita sale fuso di cloroaluminato. Rispetto alle batterie agli ioni di litio esse presentano il vantaggio di costi minori e dell'abbondanza dell'alluminio e dello zolfo in tutto il pianeta, tale da non richiedere una catena di approvvigionamento globale.

## Altri tipi di batterie
Sono spesso chiamati "batterie" dispositivi in grado di accumulare energia elettrica in forme diverse da quella elettrochimica per poi riconvertirla in energia elettrica quando richiesta.

### Batteria STAIR (ad aria)
Questo tipo di accumulatore è in fase di studio in Scozia, all'Università di St Andrews: si basa su un elettrodo di carbone poroso, che riesce ad assorbire l'ossigeno che lo circonda; con questa interazione le batterie possono fornire energia elettrica.

### Supercondensatori
Un discorso a parte è da farsi per i supercondensatori, particolari condensatori che hanno la caratteristica di accumulare una quantità di energia elettrica eccezionalmente grande rispetto ai condensatori tradizionali, anche oltre 10 F (farad); per questo motivo sono prevalentemente utilizzati come accumulatori di energia elettrica.
Rispetto agli accumulatori chimici presentano il vantaggio di poter essere caricati o scaricati istantaneamente, garantendo così un'elevatissima potenza specifica. Lo svantaggio più rilevante, sempre rispetto agli accumulatori chimici, è la bassa energia immagazzinata. Una tecnologia più recente, gli "ultracondensatori" permette di accumulare molta più energia; si arriva a capacità di 3000 F a bassa tensione (2,7 V) e capacità di 63 F a 48 V. La tecnologia è ancora svantaggiosa in termini di spazio, peso e costi rispetto agli accumulatori chimici, ma può essere di ausilio accoppiata ad essi per gli spunti e per diminuire le sollecitazioni ed i cicli di carica scarica, aumentandone la durata.

### Batterie a volano (flywheels)

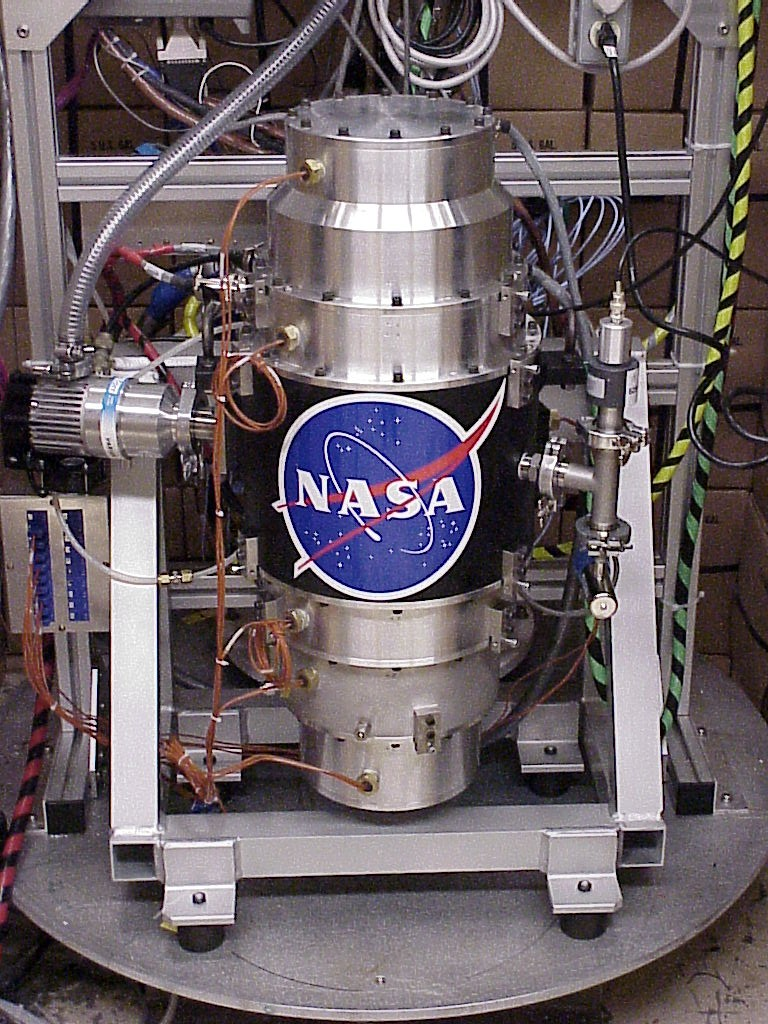
Una batteria a volano della NASA

Le batterie a volano sono macchine elettriche che possono trasformare energia elettrica in energia meccanica (energia cinetica) e viceversa. Possono conservare l'energia per lungo tempo ed essere ricaricate rapidamente. I rotori vengono fatti ruotare a velocità molto elevata, da centinaia a migliaia di giri al secondo e per questo talvolta vengono indicati come supervolani. Per limitare al massimo le perdite – anche aerodinamiche – i rotori delle batterie a volano lavorano sotto vuoto, e ruotano sospesi su cuscinetti magnetici senza attrito meccanico. L'energia meccanica accumulata nella massa inerziale del rotore può essere convertita in tempi brevissimi in una tensione continua, oppure in una terna di tensioni alternate alla frequenza desiderata. L'uso del volano per accumulare energia è molto interessante, poiché può offrire un migliore rapporto capacità energetica/massa rispetto alle batterie chimiche, un output maggiore, una resa migliore, una densità di carica superiore e un tempo di ricarica inferiore.
Attualmente la tecnologia della batteria a volano è la più performante allo stato dell'arte permette maggiori densità di carica, output istantaneo, efficienza, ciclo vitale e mantenimento di carica, e allo stesso tempo minori tempi di ricarica, manutenzioni e dispersioni, rispetto ad altri tipi di accumulo.

### Accumulatore magnetico (SMES)
La SMES, acronimo di Superconducting Magnet Energy Storage è un sistema magnetico di accumulo ed è formato da una bobina superconduttrice collegata alla rete tramite un convertitore alternata-continua reversibile. La bobina, alimentata da un raddrizzatore, permette di conservare l'energia sotto la forma magnetica: ½ L I2 (vedi induttanza e energia immagazzinata in un induttore).
L'energia della bobina superconduttrice può essere istantaneamente ritrasferita all'impianto tramite l'invertitore. È una tecnologia relegata alle grosse potenze (da 1 MVA in su) anche se non più sperimentale. Dà la possibilità di accumulare istantaneamente grosse correnti e di rilasciarle altrettanto velocemente, per sopperire ad esempio a cali di energia o brevi black out in rete. Il sistema può essere associato a un trasformatore con il secondario posto in serie alla linea che alimenta il carico da proteggere; in questa configurazione si coprono buchi di rete brevi su impianti di potenza più elevata di quella dello SMES. Questa configurazione è usata ad Agrate Brianza nella fabbrica STMicroelectronics.

## Batterie per trazione
Le batterie per trazione (EVB, Electric Vehicle Battery), appartenenti al tipo delle batterie secondarie o accumulatori, sono studiate per fornire potenza per muovere un veicolo, come un'automobile elettrica o un motore per rimorchio. Una maggiore considerazione costruttiva riguarda il rapporto potenza/peso, dato che il veicolo deve trasportare la batteria. Mentre le convenzionali batterie piombo-acido contengono elettrolita liquido, nelle batterie per trazione l'elettrolita è spesso gelificato per prevenire versamenti. L'elettrolita può anche essere imbevuto in lana di vetro avvolta in modo tale che le celle abbiano un'area circolare della sezione trasversale (batterie absorbent glass mat).
I tipi di batterie utilizzate nei veicoli elettrici possono così riassumersi:
- Batterie convenzionali al piombo-acido con elettrolita liquido, che possono essere con i tappi per il raccordo dell'elettrolita e con sfiato dei vapori o sigillate
- Batterie AGM (Absorbed Glass Mat) che sono a secco, in quanto le piastre in fibra di vetro raccolgono il 95% dell'acido solforico
- Gel, che possono essere sigillate oppure "Valve Regulated" (mantiene una pressione positiva di circa 1-4 PSI), le batterie valvolate vengono indicate come VRLA (Valve Regulated Lead-Acid)
- Batteria ZEBRA Na/NiCl2 operante a 245 °C e che richiede il raffreddamento nel caso di escursioni termiche
- Batteria Ni/Zn

Le batterie al litio-ione e al litio-polimero stanno surclassando la tecnologia NiMh in questo settore mentre a causa del loro basso costo le batterie al piombo-acido mantengono il loro ruolo predominante.

## Ricarica

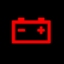
Spia di mancata ricarica dell'accumulatore

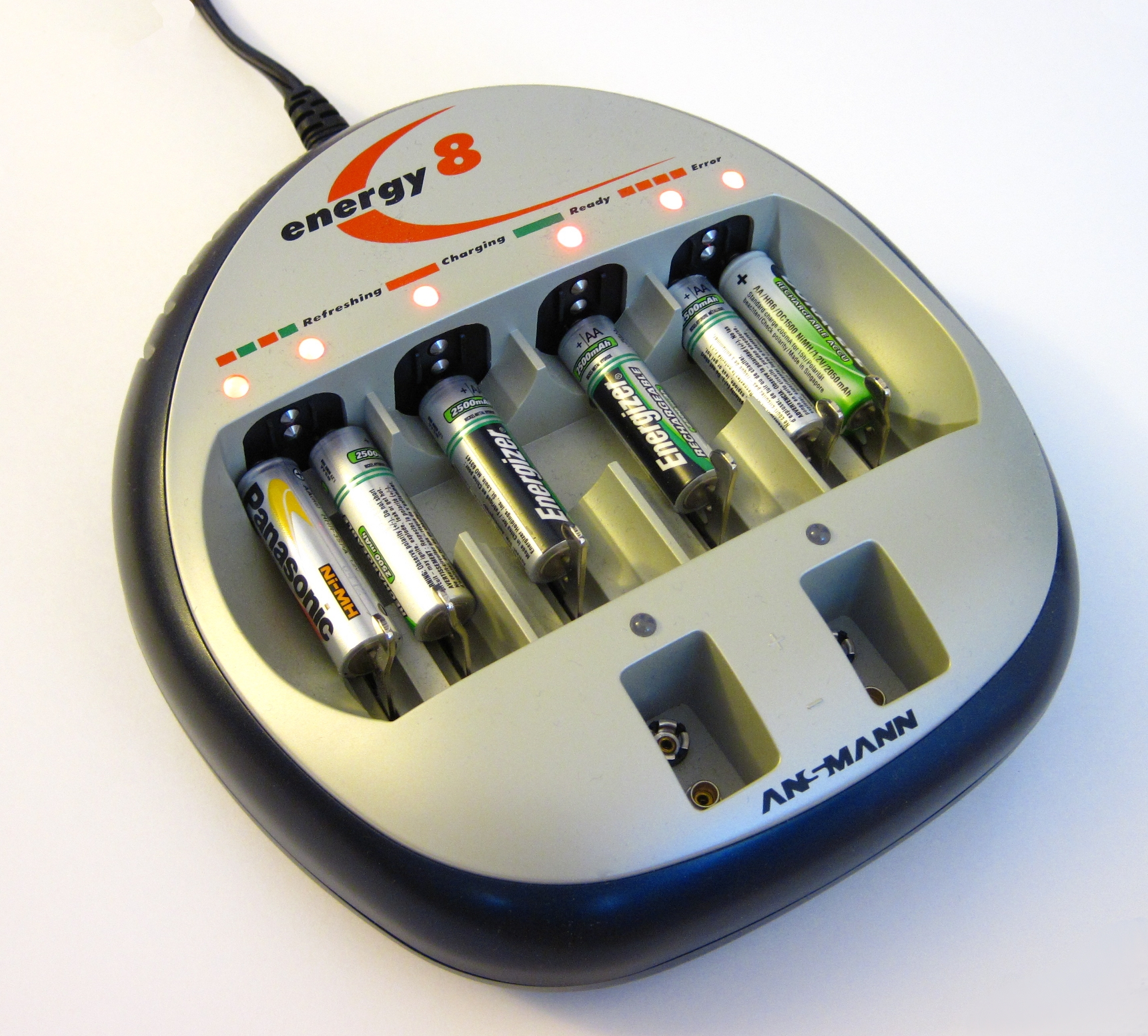
Batterie in fase di ricarica

Quando circola corrente in un elemento (sia in fase di scarica, sia in fase di ricarica per gli elementi secondari) si producono reazioni chimiche esotermiche, ossia con generazione di calore.
Una scarica (o carica) troppo violenta può provocare l'esplosione dell'elemento e per questo motivo è importante fare attenzione a non mettere in cortocircuito i due poli elettrici della batteria.
Se si cerca di ricaricare un elemento non ricaricabile, si ottiene una produzione di idrogeno e ossigeno ai due poli delle singole celle, e se la produzione dei due gas è più alta della loro velocità di fuga, la batteria può esplodere.
L'energia usata per ricaricare le batterie ricaricabili può provenire da:
- rete domestica attraverso l'utilizzo di adattatori;
- regolatore di tensione dell'alternatore, in caso di mezzi di trasporto, questo sistema è munito di una spia in caso ci sia un guasto al sistema o quando questo non riesce a caricare l'accumulatore;
- pannelli fotovoltaici;
- stazioni di energia nel caso d'impianti industriali o di telecomunicazione.

In alcuni dispositivi elettrici o elettronici, le batterie ricaricabili sono talvolta sostituite da generatori meccanici, quali piccole dinamo o generatori piezoelettrici.
Durante la ricarica di una batteria ricaricabile è necessario rispettare la polarità elettrica, qualora questo non avvenga potrebbero verificarsi danni alla batteria come la fuoriuscita di elettrolita fino ad arrivare al surriscaldamento e all'esplosione della stessa, con possibili danni al caricabatteria o al dispositivo utilizzatore. Batterie con caratteristiche elettriche o con livelli di carica differenti non dovrebbero essere mai ricaricate contemporaneamente senza aver prima provveduto al loro completo scaricamento.
Per la ricarica casalinga di elementi è preferibile utilizzare caricabatterie che dispongano di protezioni, quali:
- riconoscimento di elementi primari (es. pile alcaline), impedendone automaticamente la carica
- protezione contro lo scambio di polarità
- protezione verso surriscaldamento dell'elemento in carica
- limitazione della durata massima della ricarica
- individuazione automatica della capacità della batteria ricaricabile (e conseguente adattamento della corrente di ricarica).

## Curve caratteristiche

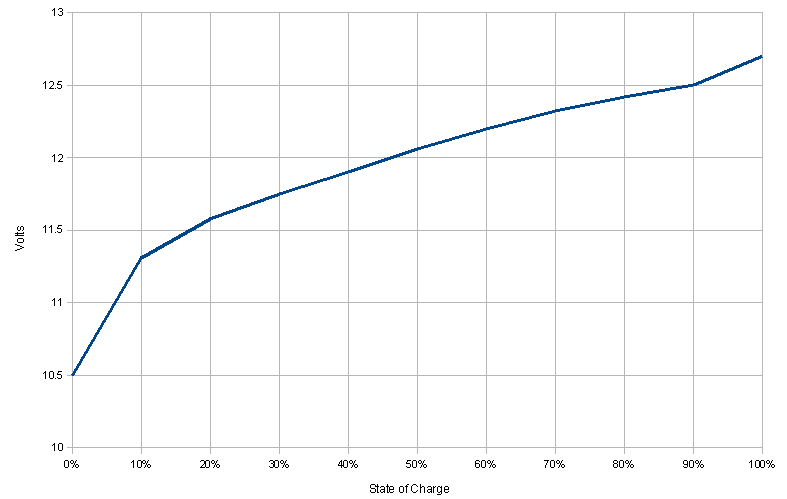
Curva tensione - capacità di una batteria piombo acido

A seconda delle diverse tecnologie utilizzate per la realizzazione degli accumulatori si hanno curve di carica scarica e prestazioni differenti, le quali variano anche in funzione della temperatura a cui operano e al carico di carica o scarica, i carichi di carica e scarica vengono indicati con un numero seguito dalla lettera "C", quest'ultima indica La capacità nominale, che viene convenzionalmente definita dalla scarica in 20 ore, mentre il numero indica il rapporto della corrente utilizzata rispetto alla capacità nominale, quindi un test a 0,5C, indica una carica o scarica eseguita con una corrente pari alla metà della corrente nominale utilizzata per determinare la capacità nominale, generalmente la curva di scarica o tensione/capacità è caratterizzata da un aumento/riduzione rapida della tensione ai estremi della carica della batteria

## Effetto memoria
Alcuni tipi di batterie ricaricabili, se ripetutamente caricate prima che la loro carica sia completamente esaurita, "ricordano" la capacità energetica precedente alla ricarica, ovvero, se una batteria completamente carica si utilizza al 60% e successivamente si sottopone a ricarica, il 40% dell'energia somministrata non viene riconosciuta e risulta quindi inutilizzabile. Le batterie maggiormente soggette a questo fenomeno sono quelle al nichel-cadmio e, in misura minore, quelle al nichel-metallo idruro.
- Nelle batterie nichel-cadmio il fenomeno è dovuto alla crescita delle dimensioni dei cristalli di cadmio, diminuendo così la superficie interessata dalle reazioni elettrochimiche. In alcuni casi è possibile che i cristalli crescano tanto da penetrare il separatore e cortocircuitare i due elettrodi, rendendo la batteria inservibile. L'effetto della crescita delle dimensioni dei cristalli è più pronunciato se la batteria viene lasciata sotto carica per giorni, o viene ripetutamente scaricata in maniera incompleta. Per evitare quest'effetto bisogna effettuare dei cicli di carica e scarica del singolo elemento almeno una volta ogni due o tre settimane. È necessario che la procedura venga attuata sul singolo elemento e non su una serie di essi (cosiddetto "pacco batteria") onde evitare il pericolo di una "inversione di polarità" che può comportare danni ben più gravi dell'effetto memoria. In ogni caso è bene che la tensione di ciascun elemento non scenda sotto il volt e, nel caso di una serie di elementi, non si tenti di scaricare oltre questo limite il pacco.
- Nelle batterie NiMH l'abbassamento di potenziale di scarica si ha in seguito alla modificazione della struttura cristallina dell'idrossido di nichel, il quale passa dalla forma beta a quella gamma; quest'ultima ha un potenziale d'elettrodo di circa 50 mV inferiore alla forma beta e come risultato si ha una riduzione della capacità della batteria. L'effetto è detto anche lazy battery. Anche in questo caso, il problema può essere risolto con cicli periodici di carica e scarica.

Questo effetto non si verifica nelle batterie al litio poiché non si ha alcuna modifica delle dimensioni dei grani o della struttura cristallina dei materiali elettrodici.

## Progetti in via di sviluppo
I risultati di uno studio pubblicato nel 2022 sulla rivista Energy & Environmental Science, condotto da un gruppo di ricercatori dell'Università di Cambridge guidati dall'italiano Paolo Bombelli, docente anche all'Università degli Studi di Milano, affermano che è stato messo a punto un sistema di ricarica di una piccola batteria attraverso il Synechocystis, classificato come un cianobatterio.
Una start up italiana di nome Energy Dome nel 2022 ha installato il primo impianto a batterie CO2 in Sardegna, che consente di accumulare energia a lunga durata. La batteria può infatti essere collegata sia a pannelli solari che agli impianti eolici.

## Riciclaggio e rigenerazione
Come per le batterie primarie, è possibile avviare le batteria secondarie al riciclaggio tramite il circuito di smaltimento.